# Böse Zellen
Böse Zellen ist ein Episodenfilm von Barbara Albert. Er hatte im August 2003 beim 56. Internationalen Filmfestival von Locarno Premiere und kam im November desselben Jahres in die österreichischen Kinos. Der rund zwei Millionen Euro teure Film wurde von Coop 99 produziert und kofinanziert vom Filmfonds Wien, dem Österreichischen Filminstitut, Eurimages, der Medien- und Filmgesellschaft Baden-Württemberg und dem Bundesamt für Kultur des österreichischen Bundeslandes Niederösterreich.
Die Erzählung folgt nicht einer linearen Geschichte, stattdessen werden in einzelnen Episoden Kurzgeschichten aus dem Leben von etwa einem Dutzend Personen erzählt, die miteinander durch Bekanntschaften, Freundschaften oder Verwandtschaftsbeziehungen verbunden sind. Gemeinsam ist allen Personen eine tiefe Verzweiflung, in allen Episoden treffen Schicksalsschläge bis hin zu Katastrophen ein. Auf der Website zum Film wird die Regisseurin mit den Worten zitiert, sie habe „bewusst“ Menschen gewählt, „denen zwei Wesenszüge gemein sind: einerseits ihre Abhängigkeit von anderen, andererseits ihre tiefe Einsamkeit“. Sie hat ihren Film mehrmals als „Geistergeschichte“ bezeichnet, um auf eine Art metaphysische Ebene hinzuweisen. Außerdem sei der aus der Chaostheorie bekannte Schmetterlingseffekt ein bestimmendes Thema des Filmes.

## Handlung
Der Film beginnt mit einem Flugzeugabsturz über dem Meer auf der Rückreise von Rio de Janeiro nach Europa. Manu ist eine der wenigen Überlebenden. Danach folgt ein Zeitsprung von sechs Jahren. Manu ist inzwischen mit Andreas verheiratet, einem Kino-Manager, und hat mit ihm eine Tochter namens Yvonne. Gemeinsam mit ihrer Freundin Andrea besucht sie eine Diskothek. Manu möchte nachhause fahren, während Andrea wegen einer Männerbekanntschaft bleibt. Während der Autofahrt wird Manu bei einem Verkehrsunfall getötet: Kai, ein junger Mann, stößt frontal mit seinem Wagen mit Manus Auto zusammen. Während er unverletzt bleibt, erleidet seine Freundin und Beifahrerin Gabi schwere Verletzungen und bleibt querschnittgelähmt. Nach dem Unfall möchte sie mit dem Fahrer Kai nichts mehr zu tun haben. Dieser freundet sich danach mit seiner Mitschülerin Patricia an, deren Eltern sich vor Jahren erschossen haben. Sie veranstaltet Séancen – nur so erhält sie Respekt von ihren Mitschülern. Gegen Ende des Films schlafen Kai und Patricia miteinander.
Nach Manus Tod verliebt sich Andrea in den Witwer Andreas – die beiden helfen einander dabei, ihre Trauer zu verarbeiten. Später hat Andrea eine Affäre mit einer Zufallsbekanntschaft aus der Diskothek, woraufhin sie schwanger wird. Andreas reagiert entsetzt und abweisend, kommt aber auch als Vater infrage. Seine Tochter Yvonne wird wegen Bauchschmerzen untersucht, der Verdacht auf Krebs jedoch erhärtet sich nicht.
Eine weitere Protagonistin ist Manuelas Schwester Gerlinde, die sich als Rebellin sieht, von anderen Menschen jedoch wahlweise für exzentrisch und verrückt gehalten oder bemitleidet wird. Sie lebt in der Wohnung eines beinamputierten Alkoholikers, zahlt dort keine Miete, sondern erbringt als Gegenleistung sexuelle Dienste.
Manuelas Bruder Reini arbeitet als Lehrer. Er lernt die Verkäuferin Sandra kennen, für die er Zuneigung empfindet. Aus Scham hält er das vor ihr verborgen. Sandra lebt bei ihrer Mutter Belinda, deren Leben sehr trist dargestellt wird: Sie kompensiert ihre innere Leere mit Lotterie-Spielen, TV-Sendungen, im Chor und angeblichen Wunder-Diäten. Belinda verliebt sich in den Polizisten Karl, der in der Nähe arbeitet und lebt und ebenfalls Chormitglied ist. Sie nimmt ihren ganzen Mut zusammen, um dem Mann ihre Liebe zu gestehen. Nachdem er sie deutlich zurückweist, wirft sich Belinda vor einen fahrenden Zug. Danach muss ihr Bein amputiert werden. Belinda findet trotzdem ins Leben zurück.
Andreas gewinnt in einer Lotterie ein Fertigteilhaus. Wie die Beziehung zu Andrea weitergeht, ist im Film nicht dargestellt. In der Schlusssequenz tanzen und hüpfen Gerlinde und Yvonne auf einem Parkplatz im Regen.

## Kritiken
Das Lexikon des internationalen Films sieht in dem Film „ein abgründiges Kaleidoskop menschlicher Beziehungen, das präzise die Obdachlosigkeit des modernen Menschen beschreibt. Der pessimistische Weltentwurf wird immer wieder durch kurze Hoffnungsschimmer aufgehellt, die als sinnstiftende Komponenten eingeflochten werden.“
Der Standard nennt Böse Zellen einen „düsteren Film mit Szenen von bedrückender Intensität: Dabei geht es gar nicht nur um Trauer, der Todesfall scheint vielmehr eine umfassendere Malaise noch zu verstärken.“
Die Presse notierte: „Viel wird darüber geschrieben, wie depressiv Barbara Alberts Böse Zellen sei: Fröhlich ist dieses komplexe Episoden-Drama über Tod, Sinnsuche und Existenzkrisen naturgemäß nicht geworden. Wenig Erwähnung findet allerdings, dass Alberts Film auch ein Anschauungsbeispiel für genuin filmische Organisation ist, ebenso ein faszinierender Versuch, durch romanhafte Strukturen über den Sozialrealismus hinauszugehen. Böse Zellen hat außerdem die besten Musikszenen des Jahres.“
Die Salzburger Nachrichten erklärten Böse Zellen zum umstrittensten Wettbewerbsbeitrag des Filmfestivals Locarno und schrieben weiter: „Der Film ist umstritten, weil die Regisseurin stark mit Elementen der Massenkultur, etwa von TV-Talkshows, spielt. Ohne Kommentar oder satirische Überhöhung setzt sie diese als Motor für den Fortgang der Handlung ein. Durch die starke Konzentration auf Banalitäten irritiert der Film, was eine mitunter holprige Dramaturgie noch verstärkt. Diese Mängel und andererseits die beeindruckende psychologisch genaue Zeichnung der Figuren haben den Film wie kaum einen zweiten ins Gespräch gebracht.“
Die Frankfurter Allgemeine Zeitung meinte, Barbara Albert setze mit dem Film „die Alltags-Apokalypse ihres Landsmanns Ulrich Seidl fort – Böse Zellen könnte auch Hundstage 2 heißen.“